# Bad Idea Right?
"Bad Idea Right?" (estilizado em letras minúsculas) é uma canção gravada pela artista estadunidense Olivia Rodrigo, contida em seu segundo álbum de estúdio, Guts (2023). Rodrigo co-escreveu a canção com seu produtor Dan Nigro. Foi lançada em 11 de agosto de 2023, através da Geffen Records, servindo como o segundo single de Guts.

## Antecedentes
Após o sucesso comercial do seu álbum de estreia, Sour (2021), Olivia Rodrigo continuou colaborando com Dan Nigro, que havia produzido todas as faixas do álbum. O álbum subsequente, Guts (2023), foi concebido quando ela tinha 19 anos, um ano que ela descreveu como "muita confusão, erros, constrangimentos e angústia típicos da adolescência". Guts foi anunciado em 26 de junho de 2023, e seu primeiro single, "Vampire", foi lançado quatro dias depois. A faixa alcançou o primeiro lugar em vários países,  incluindo os Estados Unidos, onde se tornou o terceiro single número um de Rodrigo na parada Billboard Hot 100.
Em 6 de julho de 2023, Rodrigo apresentou algumas faixas do álbum para a Vogue; Jia Tolentino comentou que "em uma delas, que lembrava Le Tigre, Charli XCX e a trilha sonora de Josie and the Pussycats, Rodrigo explorou um encontro inapropriado e irresistível com um ex". Em 31 de julho de 2023, Rodrigo divulgou um vídeo contendo pistas sobre a lista de faixas de Guts, destinadas aos fãs para decodificar. O vídeo mostrava a cantora relaxando em um quarto, desembalando caixas e experimentando vários instrumentos, incluindo um teclado elétrico e uma máquina de escrever retrô. No dia seguinte, em 1 de agosto de 2023, Rodrigo revelou a lista de faixas do álbum, revelando "Bad Idea Right?" como a segunda faixa.
"Bad Idea Right?" serve como o segundo single de Guts, após ser lançada em 11 de agosto de 2023. Em um e-mail anunciando a faixa aos fãs quatro dias antes, Rodrigo afirmou que a canção é bastante diferente de "Vampire" e mostra outro lado de Guts que é um pouco mais divertido e brincalhão, expressando empolgação com o lançamento. A capa do single, compartilhada no mesmo dia, é uma imagem embaçada de Rodrigo posando em um espelho com o título escrito em batom vermelho.

## Composição e conteúdo lírico
"Bad Idea Right?" possui três minutos e quatro segundos de duração. Dan Nigro ficou encarregado da produção e produção vocal. Ele projetou a música com Sam Stewart, Dan Viafore e Sterling Laws. Nigro toca guitarra, percussão, produção vocal, baixo e programação de bateria, Stewart toca guitarra elétrica e Laws toca bateria. Spike Stent auxiliou na mixagen com a ajuda de Matt Wolach.
"Bad Idea Right?" é uma canção do gênero rock com "grande energia pop rock da década de 1990", de acordo com a revista Stereogum. Lindsay Zoladz, do The New York Times, descreveu a canção como "uma brilhante e caleidoscópica explosão de uma canção do gênero pop" e identificou várias influências nela — "os ganchos tagarelas de chamada e resposta dos grupos femininos da década de 1960, o estilo "chiclete" de "Mickey", de Toni Basil, as guitarras ruidosas e as linhas de baixo do pop punk infantil". Na canção, Rodrigo canta de maneira humorada e caótica sobre ter uma recaída por um ex-namorado, onde ela está confusa sobre se arriscar novamente a encontrá-lo.

## Vídeo musical

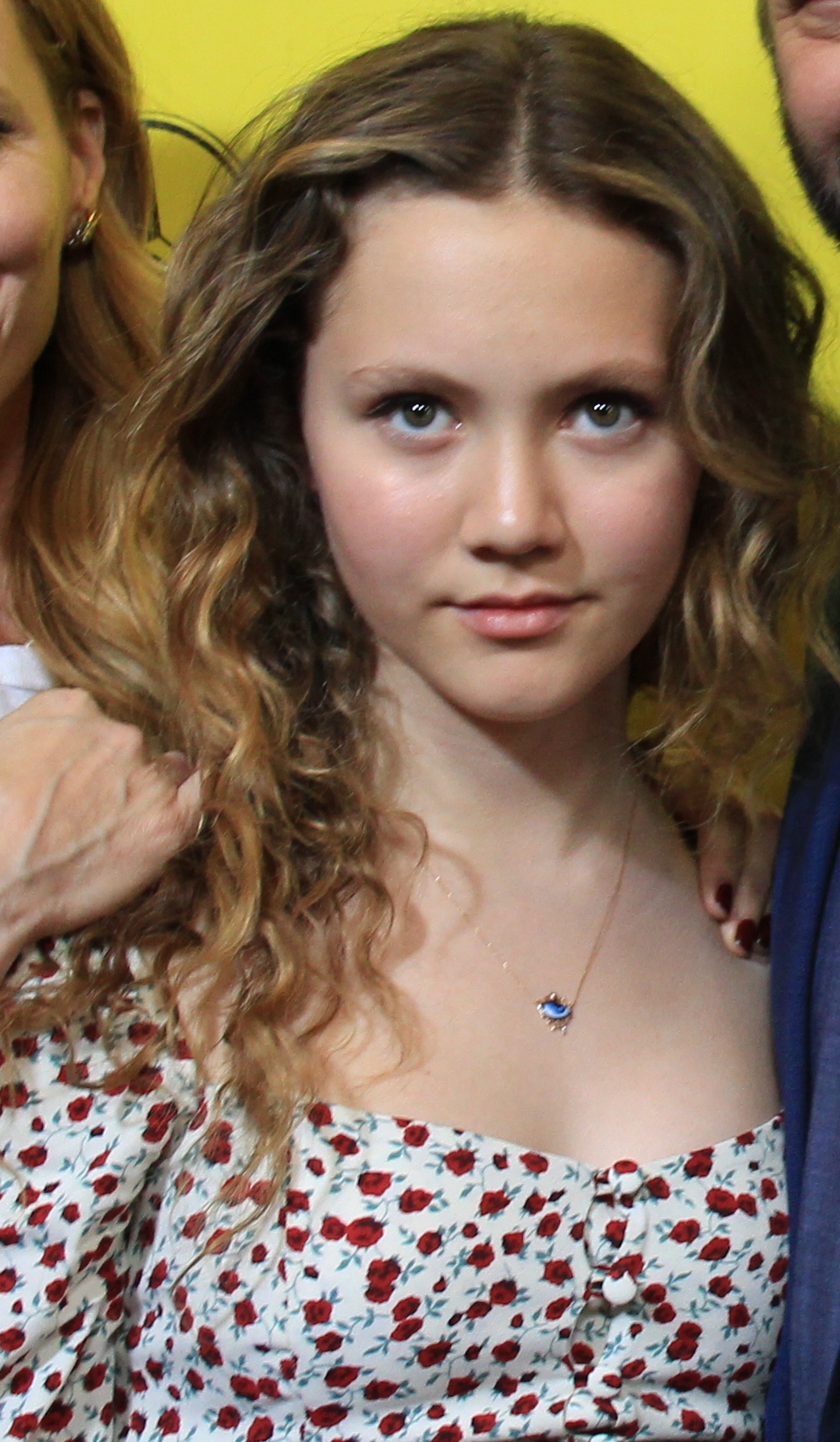
Leslie Mann, Iris Apatow, Maude Apatow and Judd Apatow at SXSW Red Carpet premiere of BLOCKERS

O vídeo musical de "Bad Idea Right?" foi lançado simultaneamente com a canção e foi dirigido por Petra Collins. Contando com participações das atrizes Iris Apatow, Madison Hu, e a cantora Tate McRae, melhores amigas de Rodrigo, o vídeo apresenta a cantora escapando de uma festa adolescente para reencontrar um ex-namorado. Nas cenas subsequentes, ela ignora todas as barreiras em seu caminho para chegar ao quarto de seu ex.

## Histórico de lançamento
| Região | Data                 | Formato(s)                 | Gravadora(s) | Ref.   |
| ------ | -------------------- | -------------------------- | ------------ | ------ |
| Várias | 11 de agosto de 2023 | Download digital streaming | Geffen       | [ 21 ] |